# Boganmargarya
Boganmargarya huberi
Genre
Espèce
Boganmargarya est un genre d'escargots d'eau douce de la famille des Viviparidae. Il ne contient qu'une seule espèce, Boganmargarya huberi..

## Systématique
Le genre Boganmargarya et l'espèce Boganmargarya huberi ont été décrits en 2018 par le malacologiste vietnamien  Nguyen Ngoc Thach (d), toutefois, selon le  WoRMS, la validité de ces taxons fait encore débat et l'espèce Boganmargarya huberi pourrait n'être qu'un synonyme.

## Publication originale
- (en) Thach, N. N. (2018). New shells of South Asia. Seashells-Landsnails-Freshwater Shells. 3 New Genera, 132 New Species & Subspecies. 48HRBooks Company, Akron, Ohio, USA. 173 pp.